# Ceracia fergusoni
Ceracia fergusoni är en tvåvingeart som först beskrevs av Malloch 1930.  Ceracia fergusoni ingår i släktet Ceracia och familjen parasitflugor. Inga underarter finns listade i Catalogue of Life.